# Shiba
Der Shiba (jap. 柴犬, Shiba-inu bzw. Shiba-ken) ist eine von der FCI anerkannte japanische Hunderasse (FCI-Gruppe 5, Sektion 5, Standard Nr. 257).

## Herkunft und Geschichtliches
Zur Bedeutung des Namens gibt es drei unterschiedliche Theorien: Die erste besagt, dass der Name mit der Fellfärbung zu tun hat, abgeleitet von shiba-aka (柴赤), einem bräunlichen Rot-Ton. Eine andere mögliche Herkunft ist eine alte Bedeutung des Schriftzeichens shiba (柴) für etwas Kleines. Eine weitere Möglichkeit ist die Ableitung vom Ortsnamen Shiba-mura (柴村) in der Präfektur Nagano. Das Schriftzeichen inu bzw. ken (犬) bedeutet Hund.
Der Shiba gehört zu den typisch japanischen Rassen, genauso wie Hokkaido, Kishu, Shikoku, Kai und Akita. Der Shiba ist die körperlich kleinste dieser Rassen.
Der Shiba stammt von Jagdhunden aus den bergigen Regionen am Japanischen Meer ab. Dort wurde er zur Jagd auf kleines Wild und Vögel eingesetzt. 1928 begann die systematische Zucht, nachdem dieser Hundetyp aufgrund von Kreuzungen mit englischen Jagdhunden selten geworden war. Im Jahr 1934 wurde dann der Standard des Shiba erstellt. Der Shiba hat 1937 in Japan den Status „Nationales Naturdenkmal“ erhalten.
Der Shiba ist neben dem Akita einer der beliebtesten Hunde in Japan, wobei auch europäische Rassen kleiner Größe sich zunehmender Beliebtheit erfreuen. Der moderne Shiba unterscheidet sich stark vom Shiba, der noch vor 100 Jahren in Japan typisch war. Früher waren die Shiba in ihrem Erscheinungsbild etwas gedrungener und kurzbeiniger. Zwei Schläge haben sich daraus entwickelt: Zum einen der beschriebene und dazu ein hochbeiniger, kräftiger, eleganter wirkender Vertreter dieser Rasse. In den USA gezüchtete Shiba Inu sind oft muskulöser und größer als die Exemplare, die vorwiegend in Japan und Europa in der Zucht verwendet werden.
Er gehört, wie unter anderem auch der Akita, zu den urtümlichen Rassen, die eine besondere genetische Nähe zum Wolf aufweisen.

## Beschreibung

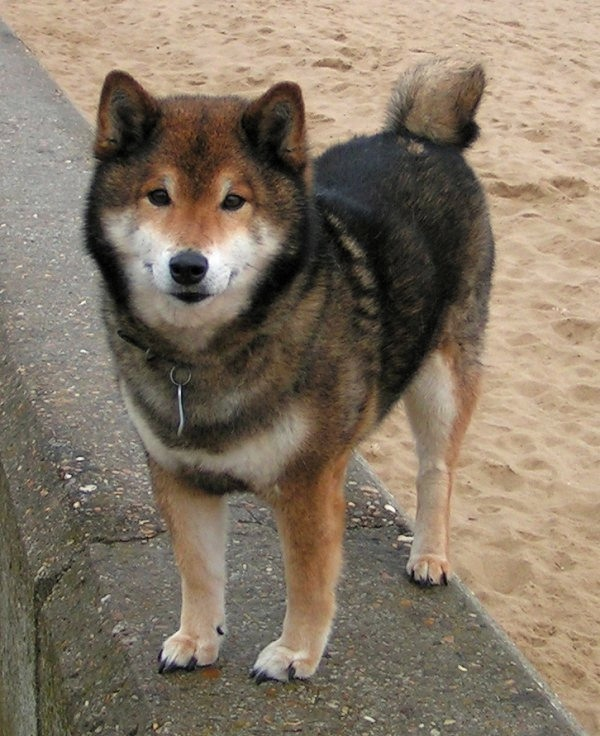
Sesam-Shiba-Inu
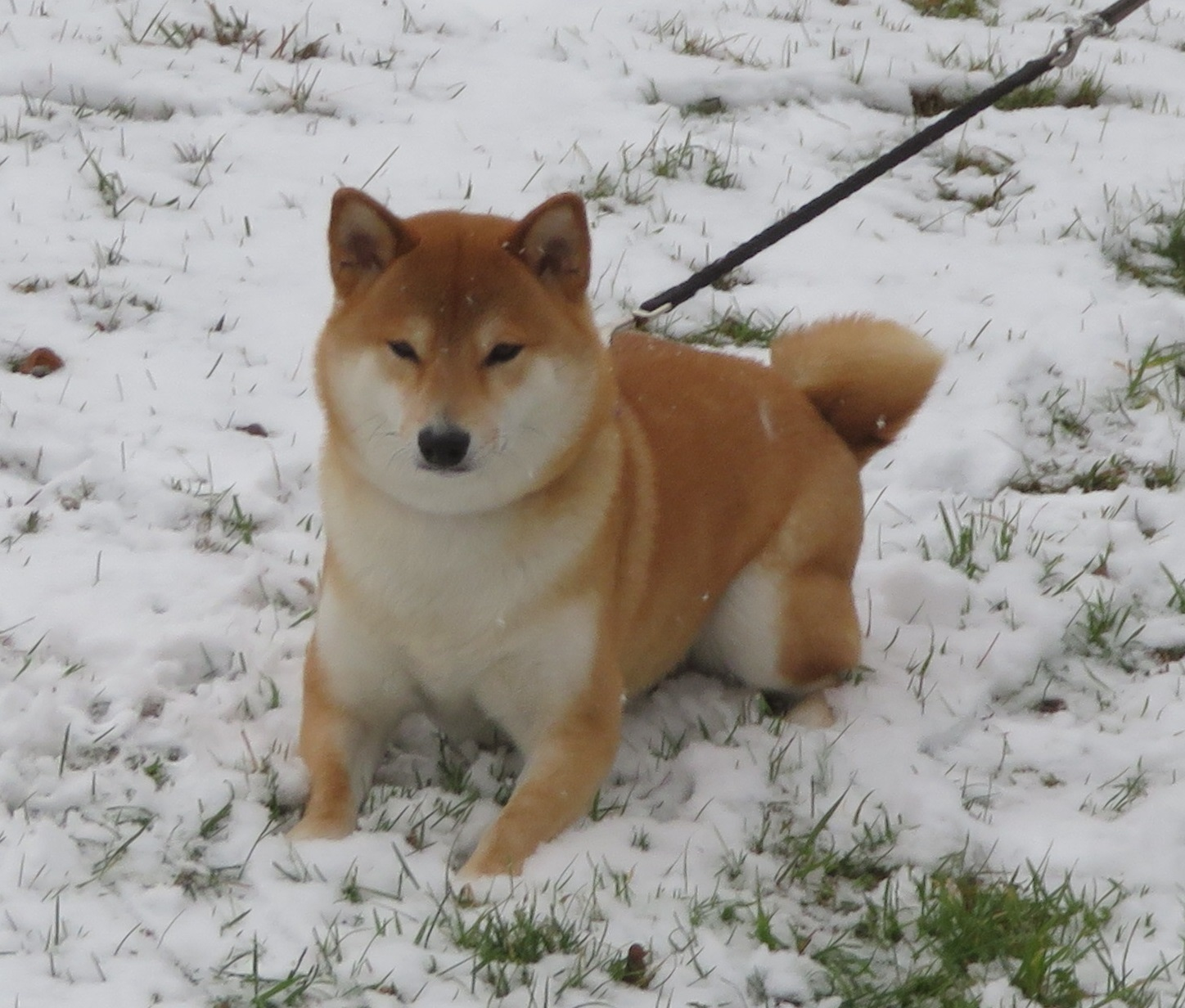
Rot-Urajiro-Shiba-Inu im Schnee

Der Shiba wird bis zu 40 cm groß. Der Kopf ist breit mit einem deutlichen Stop. Kleine, weit auseinanderstehende, dreieckige Stehohren runden das Bild ab, ebenso wie der gerade, mäßig dicke Fang. Der ganze Hund wirkt wohlproportioniert. Das Deckhaar in den Farben rot, schwarzloh (black and tan), sesam (schwarz-sesam oder rot-sesam) ist eher hart und gerade mit reichlich dichter und weicher Unterwolle. Die Rute liegt eingerollt auf oder über dem Rücken.
Die Farbe „Sesam“ ist folgendermaßen definiert:
- Sesam: Gleichmäßige Mischung von roten und schwarzen Haaren
- Schwarz-sesam: Mehr schwarze als rote Haare
- Rot-sesam: Grundfarbe rot, Mischung mit schwarzen Haaren

Alle angeführten Farben müssen Urajiro (japanisch 裏白 ‚weiße Innenseite‘) aufweisen.
Urajiro ist das weißliche Haar seitlich am Fang und an den Backen, unter dem Fang, an der Kehle, an der Brust und am Bauch, an der Unterseite der Rute und an der Innenseite der Gliedmaßen.
Beim Shiba sind verkleinerte rote Blutkörperchen (Mikrozytose) physiologisch.

## Trivia
Im Internet entsprang 2013 das „Doge“-Meme. Daraufhin folgte eine als Parodie angelegte Meme-Coin mit dem Namen Dogecoin, die als Logo einen Shiba Inu hat, unendlich produzierbar ist und 2021 erneut zu internationaler Bekanntheit gelangte, als deren Kurs sich innerhalb weniger Wochen verhundertfachte. Durch diesen Erfolg entsprangen viele weitere Währungen, die dieser Hunderasse gewidmet sind, so z. B. auch der Shiba-Inu-Coin (SHIB).